# Polistomorpha fasciata
Polistomorpha fasciata är en stekelart som först beskrevs av John Obadiah Westwood 1874.
Polistomorpha fasciata ingår i släktet Polistomorpha och familjen Leucospidae. Inga underarter finns listade i Catalogue of Life.